# Thaiattus krabi
Genre
Espèce
Thaiattus krabi, unique représentant du genre Thaiattus, est une espèce d'araignées aranéomorphes de la famille des Salticidae.

## Distribution
Cette espèce est endémique de la province de Krabi en Thaïlande. Elle se rencontre vers Ao Luek.

## Description
La carapace du mâle holotype mesure 1,40 mm de long sur 0,90 mm et l'abdomen 1,05 mm de long sur 0,63 mm et la carapace de la femelle paratype mesure 1,30 mm de long sur 0,90 mm et l'abdomen 1,40 mm de long sur 0,90 mm.

## Étymologie
Son nom d'espèce lui a été donné en référence au lieu de sa découverte, la province de Krabi.

## Publication originale
- Logunov, 2020 : « New and poorly known leaf-litter dwelling jumping spiders from South-East Asia (Araneae: Salticidae: Euophryini and Tisanibini). » Arachnology, vol. 18, no 6, p. 521-562.